# Toshizō Ido
Toshizō Ido (井戸 敏三, Ido Toshizō) est un homme politique japonais, né le 10 août 1945 à Tatsuno.
Il est le gouverneur de la préfecture de  Hyōgo de 2001 à 2021.